# João de Lucca
João Bevilaqua de Lucca (Rio de Janeiro, 6 de janeiro de 1990) é um ex-nadador brasileiro e atual técnico de natação.

## Trajetória esportiva
João de Lucca ganhou uma medalha de prata no revezamento 4x200 metros livre no Mundial Júnior de 2006, realizado no Rio de Janeiro. Em 2008, participando de seu segundo mundial júnior, em Monterrey, ele obteve a medalha de bronze no revezamento 4x100 metros livre.

### 2010–12
Integrou a delegação nacional que participou do Campeonato Mundial de Esportes Aquáticos de 2011 em Xangai, na China, onde ficou em 14º nos 4x200 metros livre.

### Jogos Olímpicos de 2012
Foi reserva da prova do revezamento 4x100 metros livre nos Jogos Olímpicos de Verão de 2012 em Londres, mas não nadou.

### 2013–16
No Campeonato Mundial de Esportes Aquáticos de 2013 em Barcelona, terminou em 11º lugar no revezamento 4x200 metros livre, junto com Nicolas Oliveira, Fernando Santos e Vinícius Waked.
No Campeonato Pan-Pacífico de Natação de 2014 em Gold Coast, na Austrália, ganhou uma medalha de bronze no revezamento 4x100 metros livre, junto com Bruno Fratus, Marcelo Chierighini e Nicolas Oliveira, e terminou em sétimo lugar nos 100 metros livre e em 11º lugar nos 200 metros livre. 
No Campeonato Mundial de Natação em Piscina Curta de 2014 realizado em Doha, no Qatar, João de Lucca obteve uma medalha de bronze no revezamento 4x50 metros livre misto, junto com César Cielo, Etiene Medeiros e Larissa Oliveira). O time brasileiro quebrou o recorde sul-americano com a marca de 1m29s17, a apenas quatro centésimos da Rússia, que obteve a medalha de prata. João também ganhou uma medalha de ouro por ter participado das eliminatórias do revezamento 4x50 metros medley masculino, que venceu, posteriormente, a final da prova. Já no revezamento 4x200 metros livre masculino, João de Lucca bateu três recordes sul-americanos: na eliminatória, com o tempo de 6m55s50; na final, com o tempo de 6m54s43 (onde o Brasil terminou em sexto lugar); e também bateu o recorde sul-americano dos 200 metros livre com 1m41s85, abrindo a prova final para o Brasil. Nos 100 metros livre, João se classificou em segundo lugar para a final, com o tempo de 46s29 e, na final, terminou em sétimo lugar. No revezamento 4x100 metros livre, João de Lucca terminou em oitavo lugar na final. Nos 200 metros livre, que foi a primeira prova da competição para João, ele não nadou bem e não conseguiu se classificar para a final, terminando em 19º lugar. Porém, com o 1m41s85 obtidos no revezamento 4x200 metros, João poderia ter obtido a medalha de bronze nos 200 metros livre.
Nos Jogos Pan-Americanos de 2015 em Toronto, no Canadá, João ganhou três medalhas de ouro: nos 200 metros livre, com o tempo de 1m46s42, novo recorde do Pan e recorde sul-americano; no revezamento 4x200 metros livre, onde ele quebrou o recorde do Pan, com o tempo de 7m11s15, junto com Luiz Altamir Melo, Thiago Pereira e Nicolas Oliveira, e no revezamento 4×100 metros livre, onde ele quebrou o recorde do Pan com o tempo de 3m13s66, junto com Matheus Santana, Marcelo Chierighini e Bruno Fratus.
No Campeonato Mundial de Esportes Aquáticos de 2015, terminou em quarto lugar na prova dos 4x100 metros livre, junto com Matheus Santana, Bruno Fratus e Marcelo Chierighini. César Cielo não nadou a final, embora estivesse escalado, pois sentiu dores no ombro no dia, e não pôde participar.  Nos 200 metros livre, João nadou mal e, apesar de ter obtido vaga para as semifinais, ali ele fez somente o tempo de 1m48s23, longe do seu recorde sul-americano de 1m46s42, obtido no Pan poucos dias antes, e terminou apenas na 16ª colocação geral. Ele também terminou em nono lugar no revezamento 4x100 metros medley misto, junto com Felipe Lima, Daiene Dias e Daynara de Paula,, e 15º lugar nos 4x200 metros livre, junto com Thiago Pereira, Luiz Altamir Melo e Nicolas Oliveira.

### Jogos Olímpicos de 2016
Participou das Olimpíadas de 2016 no Rio, onde foi para a final do revezamento 4 × 100 m livres, terminando em 5º lugar. Ele também competiu nos 200 metros livres, terminando em 25º lugar, e no revezamento 4 × 200 m livres, terminando em 15º lugar.

### 2017–20
Após os Jogos Rio 2016, João de Lucca ficou desanimado, deixando de se juntar à equipe brasileira em 2017 e 2018. Ele dividiu seu tempo entre treinar e treinar uma equipe na cidade de Louisville e até pensou em se aposentar. Mas em 2019, ele ganhou uma vaga no Campeonato Mundial e nos Jogos Pan-Americanos novamente.
No Campeonato Mundial de Esportes Aquáticos de 2019, em Gwangju, na Coreia do Sul, a equipe brasileira do 4 × 200 metros livres, agora com João de Lucca no lugar de Leonardo Coelho Santos, baixou o recorde sul-americano em quase 3 segundos, com o tempo de 7m07s12 , nas eliminatórias da prova. Eles terminaram em 7º, com um tempo de 7m07s64 na final . Foi a primeira vez que o revezamento 4x200m livres do Brasil se classificou para a final do Campeonato Mundial, e o resultado qualificou o Brasil para os Jogos Olímpicos de Tóquio 2020. 
Nos Jogos Pan-Americanos de 2019, realizados em Lima, Peru, ele conquistou uma medalha de ouro nos 4 × 200 m livres , quebrando o recorde dos Jogos Pan-Americanos, e uma prata nos 4x100m livre misto, por participar das eliminatórias da prova.;